# Szovjet katonai kormányzat Koreában
A Szovjet Polgári Kormányzat (hangul: 소련 민정청, Szorjon mindzsongcshong, handzsa: 蘇聯 民政廳, RR: Soryeon minjeongcheong; oroszul: Советская гражданская администрация, Szovjetszkaja grazsdanszkaja adminisztracija) 1945. október 3. és 1946. február 16. között létező katonai közigazgatás volt Koreában. A Koreai Népköztársaságból jött létre, és megszűnésekor az Észak-koreai Népi Bizottság váltotta fel.